# Les Dieux
Les Dieux (Боги) sont une nouvelle de Vladimir Nabokov. Écrit en russe en octobre 1923, le texte fut publié à Riga vers 1926 dans la revue russe Aujourd'hui. Traduits du russe, Les Dieux figurent dans le recueil La Vénitienne et autres nouvelles.

## Résumé
La nouvelle est une évocation par le narrateur d'une série de tableaux, qu'il voit dans les yeux de sa bien-aimée : « Je vois ceci maintenant dans tes yeux : une nuit pluvieuse ; une rue étroite ; des réverbères qui s'estompent tout le long. L'eau coule dans les conduites depuis les toits escarpés. » Il n'y a pas à proprement parler de trame, la nouvelle est une succession de tableaux oniriques. « Écoute ! Aujourd'hui, nous sommes des dieux. Nos ombres bleues sont immenses. Nous circulons dans un monde gigantesque et joyeux. »

## Critique
Le professeur Brian Boyd trouve la nouvelle bien moins réussie que Bruits et en laisse une critique assez sévère dans sa biographie de l'écrivain.

« Les dieux se fourvoie dès le début. Contrairement à tout ce que Nabokov a pu écrire, c'est une œuvre purement - et laborieusement - expérimentale : une série de descriptions et de méditations que le narrateur feint de lire dans les yeux de sa maîtresse. Les envolées digressives de l'imagination - qui émaillent déjà Bruits - deviennent ici le principe navigateur même du récit, et l'effort de tout voir d'une manière originale voir mène rapidement à la banalité. Comme Un coup d'aile, les dieux n'a d'autre intérêt que de nous montrer Nabokov en train de chercher un moyen de rendre l'extraordinaire qui se cache derrière l'ordinaire, le surhumain surgissant sur le plan de l'humain. »

— Brian Boyd, Vladimir Nabokov : les années russes.